# آنتوان-ژان گروس
آنتوان-ژان گروس (به فرانسوی: Antoine-Jean Gros) (زادهٔ ۱۶ مارس ۱۷۷۱ - درگذشتهٔ ۲۵ ژوئن ۱۸۳۵) نقاش فرانسوی بود.
وی در اواخر عمر خود، دچار سرخوردگی شدیدی شده بود و نهایتاً خود را در رود سن غرق کرد.

## نمونهٔ آثار

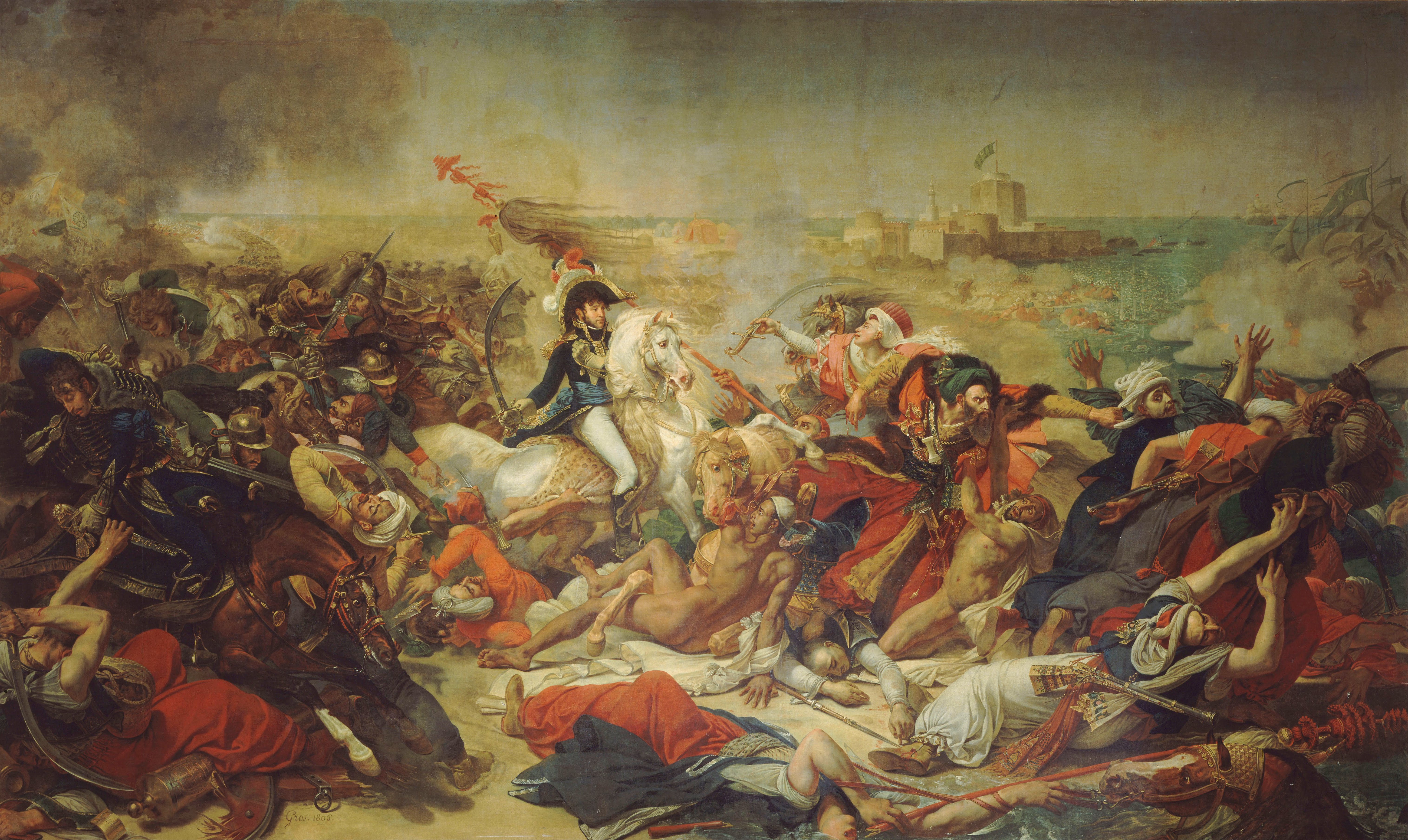
نبرد ابوقیر، ۲۵ ژوئیه ۱۷۹۹ م. ۱۸۰۷ م. مجموعهٔ سلطنتی کاخ ورسای
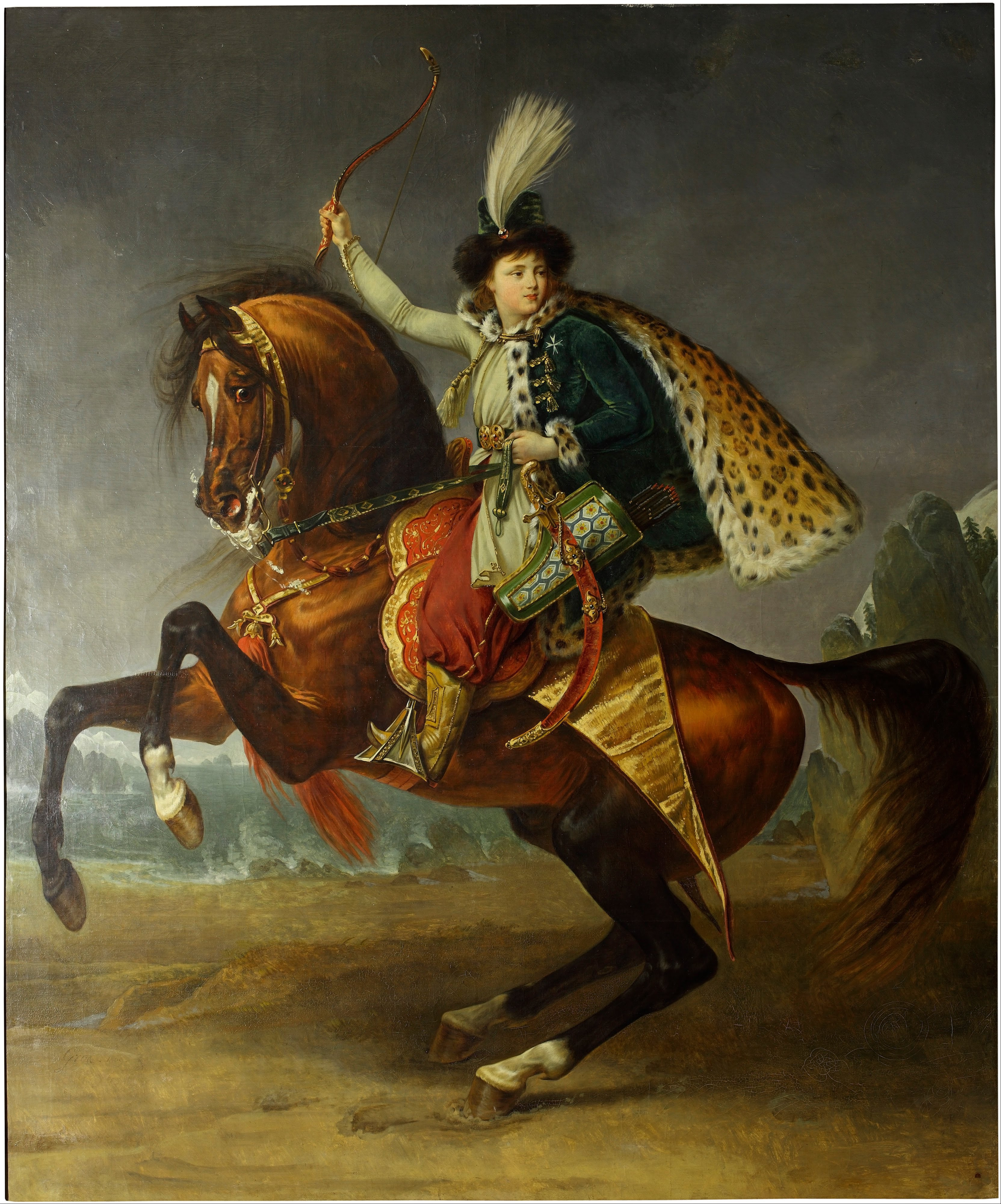
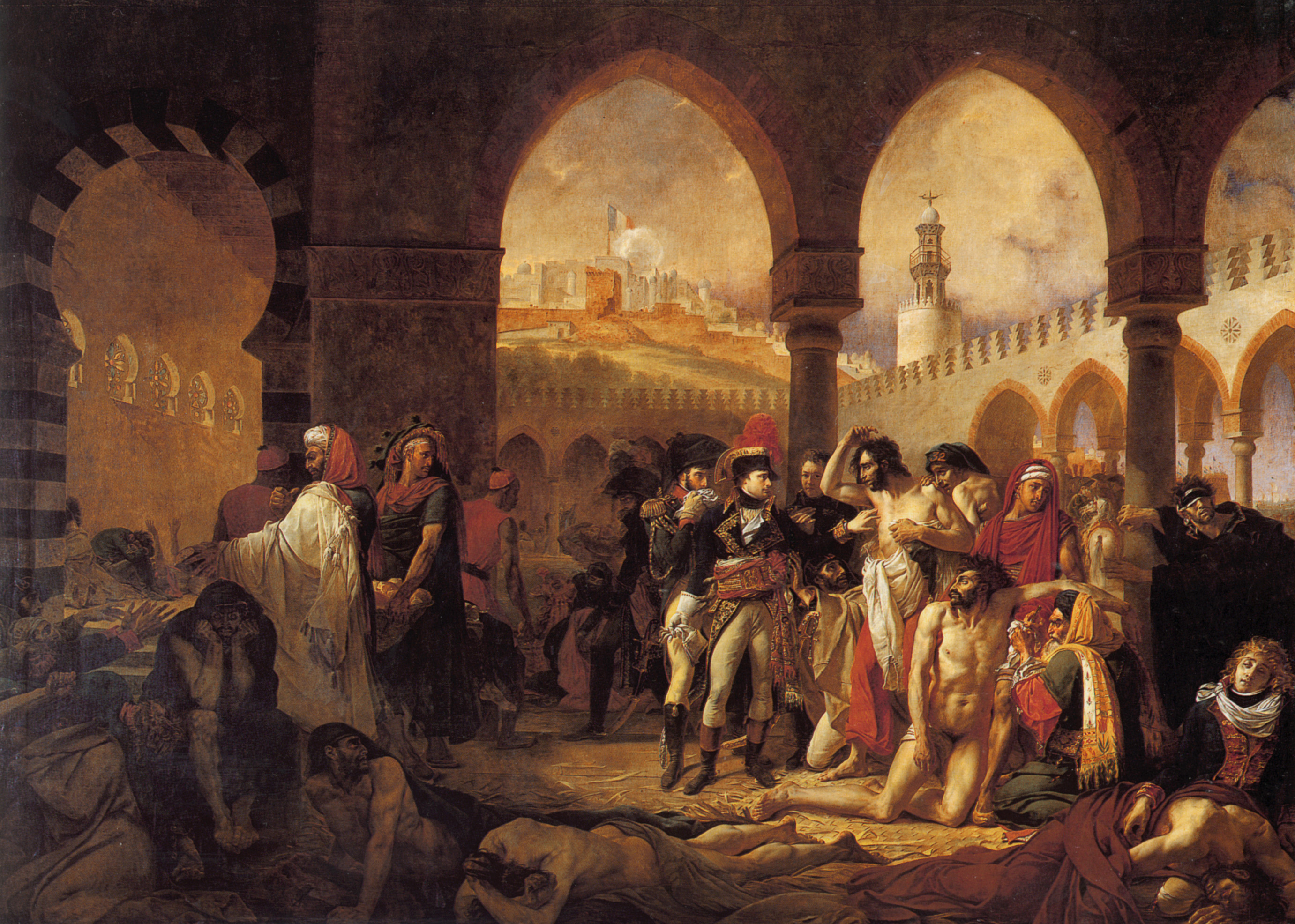
دیدار بناپارت از قربانیان طاعون در یافا ۱۸۰۴ م. موزه لوور
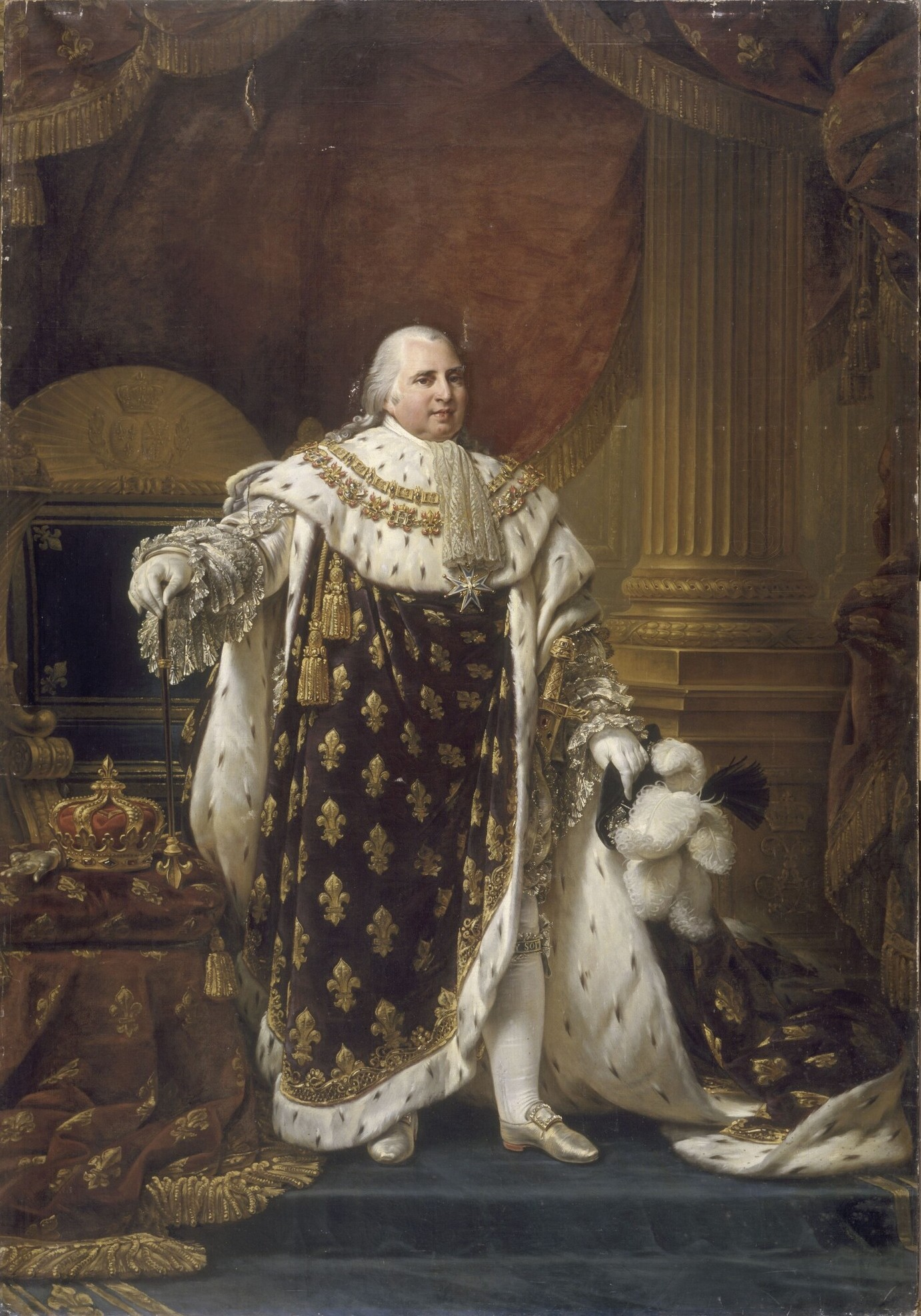
لوئی هجدهم در روز تاج‌گذاری ۱۸۱۷ م.
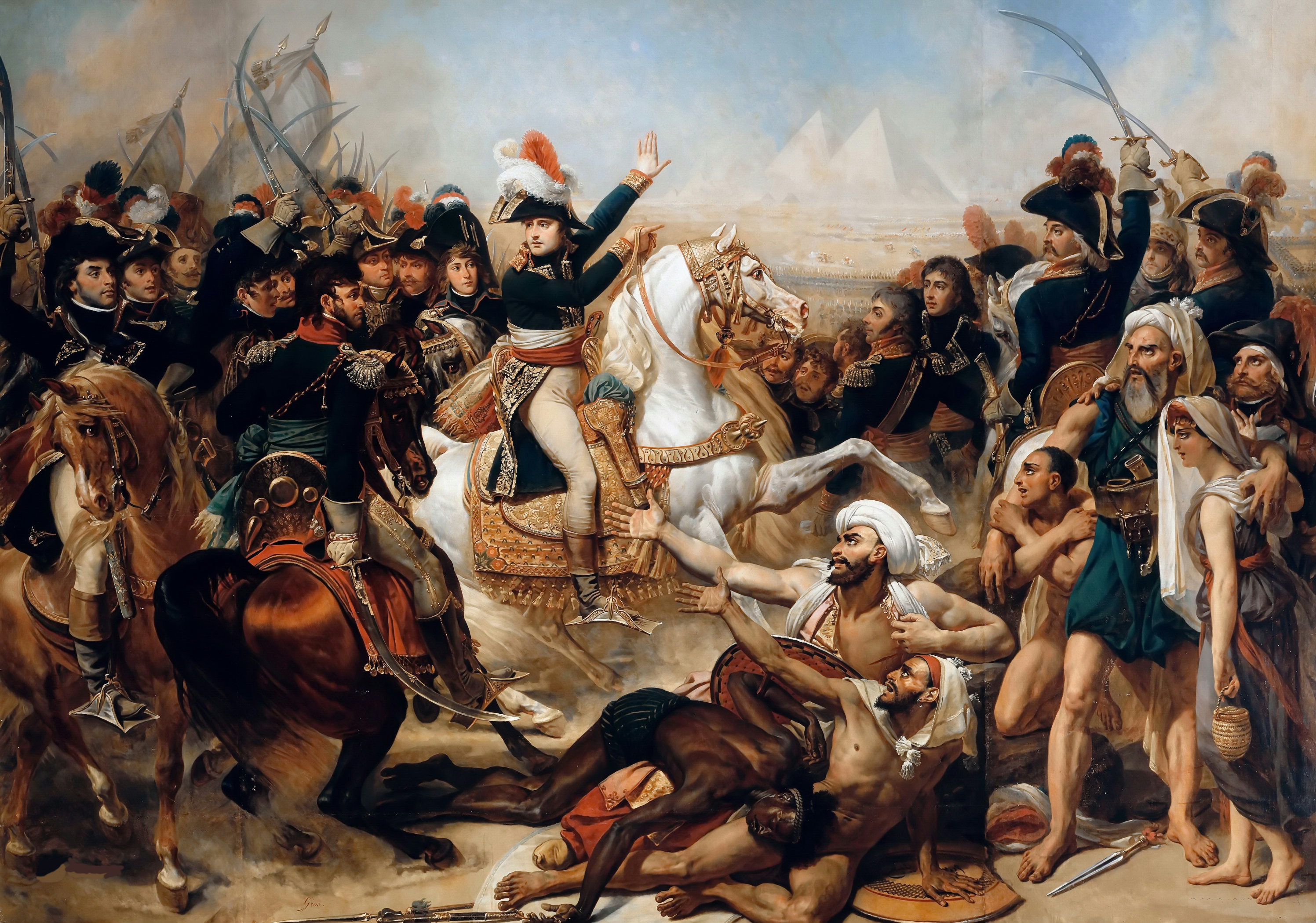
نبرد اهرام